# Shaquell Moore
Shaquell Kwame Moore (Powder Springs, 2 novembre 1996) è un calciatore statunitense di origini trinidiane, difensore del FC Dallas e della nazionale statunitense.

## Statistiche

### Cronologia presenze e reti in Nazionale
| Cronologia completa delle presenze e delle reti in nazionale ― Stati Uniti | Cronologia completa delle presenze e delle reti in nazionale ― Stati Uniti | Cronologia completa delle presenze e delle reti in nazionale ― Stati Uniti | Cronologia completa delle presenze e delle reti in nazionale ― Stati Uniti | Cronologia completa delle presenze e delle reti in nazionale ― Stati Uniti | Cronologia completa delle presenze e delle reti in nazionale ― Stati Uniti | Cronologia completa delle presenze e delle reti in nazionale ― Stati Uniti | Cronologia completa delle presenze e delle reti in nazionale ― Stati Uniti |
| Data                                                                       | Città                                                                      | In casa                                                                    | Risultato                                                                  | Ospiti                                                                     | Competizione                                                               | Reti                                                                       | Note                                                                       |
| -------------------------------------------------------------------------- | -------------------------------------------------------------------------- | -------------------------------------------------------------------------- | -------------------------------------------------------------------------- | -------------------------------------------------------------------------- | -------------------------------------------------------------------------- | -------------------------------------------------------------------------- | -------------------------------------------------------------------------- |
| 2-6-2018                                                                   | Dublino                                                                    | Irlanda                                                                    | 2 – 1                                                                      | Stati Uniti                                                                | Amichevole                                                                 | -                                                                          | 70’                                                                        |
| 9-6-2018                                                                   | Décines-Charpieu                                                           | Francia                                                                    | 1 – 1                                                                      | Stati Uniti                                                                | Amichevole                                                                 | -                                                                          | 68’ 74’                                                                    |
| 12-9-2018                                                                  | Nashville                                                                  | Stati Uniti                                                                | 1 – 0                                                                      | Messico                                                                    | Amichevole                                                                 | -                                                                          | 85’                                                                        |
| 15-11-2018                                                                 | Londra                                                                     | Inghilterra                                                                | 3 – 0                                                                      | Stati Uniti                                                                | Amichevole                                                                 | -                                                                          | 88’                                                                        |
| 20-11-2018                                                                 | Genk                                                                       | Italia                                                                     | 1 – 0                                                                      | Stati Uniti                                                                | Amichevole                                                                 | -                                                                          | 43’                                                                        |
| 12-7-2021                                                                  | Kansas City                                                                | Stati Uniti                                                                | 1 – 0                                                                      | Haiti                                                                      | Gold Cup 2021 - 1º turno                                                   | -                                                                          | 76’                                                                        |
| 15-7-2021                                                                  | Kansas City                                                                | Martinica                                                                  | 1 – 6                                                                      | Stati Uniti                                                                | Gold Cup 2021 - 1º turno                                                   | -                                                                          |                                                                            |
| 18-7-2021                                                                  | Kansas City                                                                | Stati Uniti                                                                | 1 – 0                                                                      | Canada                                                                     | Gold Cup 2021 - 1º turno                                                   | 1                                                                          | 58’                                                                        |
| 25-7-2021                                                                  | Arlington                                                                  | Stati Uniti                                                                | 1 – 0                                                                      | Giamaica                                                                   | Gold Cup 2021 - Quarti di finale                                           | -                                                                          |                                                                            |
| 29-7-2021                                                                  | Austin                                                                     | Qatar                                                                      | 0 – 1                                                                      | Stati Uniti                                                                | Gold Cup 2021 - Semifinale                                                 | -                                                                          | 62’ 63’                                                                    |
| 1-8-2021                                                                   | Paradise                                                                   | Stati Uniti                                                                | 1 – 0 dts                                                                  | Messico                                                                    | Gold Cup 2021 - Finale                                                     | -                                                                          | 65’                                                                        |
| 7-10-2021                                                                  | Austin                                                                     | Stati Uniti                                                                | 2 – 0                                                                      | Giamaica                                                                   | Qual. Mondiali 2022                                                        | -                                                                          | 77’                                                                        |
| 10-10-2021                                                                 | Panama                                                                     | Panama                                                                     | 1 – 0                                                                      | Stati Uniti                                                                | Qual. Mondiali 2022                                                        | -                                                                          | 68’                                                                        |
| 27-3-2022                                                                  | Orlando                                                                    | Stati Uniti                                                                | 5 – 1                                                                      | Panama                                                                     | Qual. Mondiali 2022                                                        | -                                                                          |                                                                            |
| 30-3-2022                                                                  | San José                                                                   | Costa Rica                                                                 | 2 – 0                                                                      | Stati Uniti                                                                | Qual. Mondiali 2022                                                        | -                                                                          | 61’                                                                        |
| 25-11-2022                                                                 | Al Khawr                                                                   | Inghilterra                                                                | 0 – 0                                                                      | Stati Uniti                                                                | Mondiali 2022 - 1º turno                                                   | -                                                                          | 78’                                                                        |
| 29-11-2022                                                                 | Doha                                                                       | Iran                                                                       | 0 – 1                                                                      | Stati Uniti                                                                | Mondiali 2022 - 1º turno                                                   | -                                                                          | 82’                                                                        |
| 20-1-2024                                                                  | San Antonio                                                                | Stati Uniti                                                                | 0 – 1                                                                      | Slovenia                                                                   | Amichevole                                                                 | -                                                                          | 61’                                                                        |
| 12-6-2024                                                                  | Orlando                                                                    | Stati Uniti                                                                | 1 – 1                                                                      | Brasile                                                                    | Amichevole                                                                 | -                                                                          | 85’                                                                        |
| 18-1-2025                                                                  | Fort Lauderdale                                                            | Stati Uniti                                                                | 3 – 1                                                                      | Venezuela                                                                  | Amichevole                                                                 | -                                                                          | 90+4’                                                                      |
| 23-1-2025                                                                  | Orlando                                                                    | Stati Uniti                                                                | 3 – 0                                                                      | Costa Rica                                                                 | Amichevole                                                                 | -                                                                          | 59’                                                                        |
| Totale                                                                     |                                                                            | Presenze                                                                   | 21                                                                         |                                                                            | Reti                                                                       | 1                                                                          |                                                                            |

## Palmarès

### Nazionale
- Gold Cup: 1

Stati Uniti 2021